# مایکل موسیوکی
مایکل موسیوکی (انگلیسی: Michael Musyoki؛ زادهٔ ۲۸ مهٔ ۱۹۵۶) دونده دو استقامت، و ورزشکار دو و میدانی اهل کنیا است.